# Partizan (Jakucja)
Partizan (ros. Партизан) – wieś w Rosji, w Jakucji, w ułusie namskim. W 2021 liczyła 1009 mieszkańców.